# Relatiebeding
Het is mogelijk om een concurrentiebeding om te zetten naar een zo te noemen relatiebeding. Een dergelijke aanpassing van het concurrentiebeding houdt in dat een werknemer dan wél de overstap mag maken naar de nieuwe werkgever. In een relatiebeding wordt het de werknemer echter wel verboden om cliënten, relaties dan wel werknemers van de vorige werkgever mee te nemen naar zijn of haar nieuwe baan. In het geval dat dergelijke relaties toch mee gaan vanwege het goede contact dat in de loop der jaren met bijvoorbeeld een oud-collega is opgebouwd, kan worden afgesproken dat de werknemer deze relatie bij de concurrent niet meer zal bedienen.